# Forêts subtropicales de l'île Lord Howe
Localisation
Les forêts subtropicales de l'île Lord Howe forment une écorégion terrestre définie par le Fonds mondial pour la nature (WWF) située sur l'île Lord Howe, au large de l'Australie. Les forêts de la zone subtropicale qui la composent appartiennent au biome des forêts de feuillus humides tropicales et subtropicales de l'écozone australasienne.